# Asteroid pierdut
Un asteroid pierdut este un asteroid care a fost observat apoi pierdut.

## Tabel
Potrivit definiției date, numărul asteroizilor pierduți poate ajunge până la 150.000. Iată o mică selecție de asteroizi care au fost pierduți mai mulți ani.
| Numele                 | Anul descoperirii | Anul redescoperirii |
| ---------------------- | ----------------- | ------------------- |
| 132 Aethra             | 1873              | 1922                |
| 330 Adalberta (1892 X) | 1892              | eroare              |
| 452 Hamiltonia         | 1899              | 1987                |
| 473 Nolli              | 1901              | 1987                |
| 719 Albert             | 1911              | 2000                |
| 724 Hapag              | 1911              | 1988                |
| 843 Nicolaia           | 1916              | 1981                |
| 878 Mildred            | 1916              | 1991                |
| 1009 Sirene            | 1923              | 1982                |
| 1026 Ingrid            | 1923              | 1986                |
| 1179 Mally             | 1931              | 1986                |
| 1537 Transylvania      | 1940              | 1981                |
| 1862 Apollo            | 1932              | 1973                |
| 1916 Boreas            | 1953              | 1976                |
| 1922 Zulu              | 1949              | 1974                |
| 2101 Adonis            | 1936              | 1977                |
| 3494 Purple Mountain   | 1962              | 1980                |
| 3789 Zhongguo          | 1928              | 1986                |
| 7796 Járacimrman       | 1973              | 1996                |
| 29075 1950 DA          | 1950              | 2000                |
| 69230 Hermes           | 1937              | 2003                |